# Чоловский, Константин Захарович
Константин Захарович Чоловский (4 июня 1915, Русава (ныне: Ямпольский район, Винницкая область, Украина) — 30 декабря 1981, Москва) — командир 261 отдельной штрафной роты (при 106 стрелковой дивизии), Герой Советского Союза.

## Биография
Родился 4 июня 1915 года в селе Русава (ныне входящего в Ямпольский район Винницкой области Украины) в крестьянской семье. Украинец. Окончил Кадиевский горный техникум. Работал забойщиком на шахте в руднике Хапчеранга.
В Красной армии с 1936 года. В 1939 году окончил Харьковское военное пограничное училище, и с того же года — пограничник Забайкальского пограничного округа, службу проходил на заставах в Кыринском районе. Член ВКП(б) с 1942 года.

### Великая Отечественная война
На фронте с февраля 1943 года. До августа 1943 года воевал на Центральном фронте в 236-м стрелковом полку 106-й стрелковой дивизии в звании старшего лейтенанта.
15 октября 1943 года, в ходе битвы за Днепр, при форсировании Днепра в районе посёлка городского типа Лоев Гомельской области, 261-я отдельная штрафная рота (при 106-й стрелковой дивизии) 27-го стрелкового корпуса 65-й армии Центрального фронта под командованием капитана Чоловского в числе первых переправилась через реку и с боем овладела двумя линиями вражеских траншей, способствуя успешному наступлению других подразделений. В ходе сражения командир роты Чоловский был дважды ранен, но не покинул поля боя.
30 октября 1943 года Указом Президиума Верховного Совета СССР за образцовое выполнение боевых заданий командования и проявленные при этом мужество и героизм капитану Константину Захаровичу Чоловскому присвоено звание Героя Советского Союза с вручением ордена Ленина и медали «Золотая Звезда».
Далее воевал на Белорусском, 1-м Белорусском фронтах.
В 1945 году майор Чоловский Константин Захарович — помощник начальника группы представителей Уполномоченного СНК СССР по делам репатриации.

### Послевоенные годы
После войны продолжал службу в армии. В 1952 году окончил Военную академию имени М. В. Фрунзе, а в 1959 году — Военную академию Генерального штаба.
С 1970 года полковник Чоловский в запасе. Жил в Москве, работал преподавателем в Московском текстильном институте.
Скончался 30 декабря 1981 года. Похоронен в Москве на Кунцевском кладбище.

## Награды
- Звание Героя Советского Союза с вручением ордена Ленина и медали «Золотая Звезда»
- Орден Красного Знамени
- Орден Красной Звезды
- медали

## Память
- Имя Чоловского Константина Захаровича носил пионерский отряд Русавской восьмилетней школы.